# Costco
Costco Wholesale Corporation (NASDAQ: COST

) er en amerikansk detailhandelsvirksomhed, der driver en varehusklub for medlemmer under navnet Costco Wholesale, som tilbyder en række handelsvarer. I 2012 var den blandt de fem største detailhandelsvirksomheder i USA og den største varehusklub for medlemmer. Den var også blandt verdens ti største detailhandelsvirksomheder.
Costco har hovedsæde i Issaquah i Washington og blev etableret i 1983 i Kirkland[kilde mangler] og det første varehus blev etableret nær Seattle. I dag findes Costcovarehuse foruden i USA også i lande som Storbritannien, Australien, Canada, Mexico, Taiwan, Sydkorea, Japan. og Island.
Costco-konceptet er en kæde af varehuse, der kræver klubmedlemsskab, medlemskabet koster typisk omkring 50 US $ årligt. I nogle tilfælde er medlemskabet forbehold bestemte grupper eksempelvis erhvervsdrivende.

## Historie
Costco er grundlagt af James Sinegal og Jeffrey Brotman som åbnede det første varehus Seattle den 15. september 1983. Sinegal havde started i engros ved at arbejde for Sol Price i både FedMart og Price Club. Brotman, der var fra en gammel Seattle-detailhandelsfamilie, havde også været involveret i detailhandel fra en tidlig alder. [kilde mangler]
Wal-Marts grundlægger Sam Walton havde planer om at fusionere Sam's Club med Price Club. Til trods for dette var det i 1993 Costco som fusionerede med Price Club (kaldet Club Price i den Canadiske provins Quebec). Costcos forretningsmodel og størrelse var lignende Price Clubs, som blev etableret af Sol og Robert Price i 1976 i San Diego, Californien. Således var det nye selskab dobbelt så stort som hver af dets forgængere. Efter fusionen havde PriceCostco 206 lokaliteter.
Det blev begyndelsen på en international ekspansion og der blev åbnet butikker i Mexico, Sydkorea og England. 
I 1997 skiftede virksomheden navn til Costco Wholesale og alle Price Club-varehuse skiftede navn til Costco.
CNBC præmierede sin dokumentar "The Costco Craze: Inside the Warehouse Giant" den 26. april 2012.